# Totapola
Totapola – trzeci pod względem wysokości szczyt Sri Lanki.
Znajduje się w Prowincji Środkowej w dystrykcie Nuwara Elija, około 30 km od miasta Nuwara Elija. Najwyższa wysokość bezwzględna to 2357 m n.p.m. Leży na terenie Parku Narodowego Hortan Tenna.

## Turystyka
Na szczyt wiedzie szlak turystyczny o długości tylko 1,3 km. Od szosy łatwa droga prowadzi przez gęste zarośla i las. Szczyt zapewnia doskonałe widoki na okoliczne wzgórza i sawanny. Na górze znajduje się niewielka antena nadajnika radiowego. Najlepiej zwiedzać od lipca do września w porze suchej. Monsun przynosi obfite deszcze i silne wiatry w górach.